# Rolf Truxa
Rolf Truxa, während seiner Zeit als Kinderdarsteller meist Rolfi Truxa (* 4. Februar 1934 in Wien als Rudolf Truxa; † 7. April 2002 ebenda), war ein österreichischer Schauspieler und Hörspielsprecher, der seine Karriere im Alter von drei Jahren als Kinderdarsteller begann.

## Leben und Karriere

### Erste Erfolge als Dreijähriger
Rolf Truxas Karriere begann, als er etwa drei Jahre alt war. So hatte er im Juni 1937 seinen ersten Rundfunkauftritt in der Sendung Kinder am Mikrophon auf Radio Wien, bei dem er ein Gedicht vortrug. Dabei gehörte Truxa dem Kinderseminar bzw. der Kindergruppe von Erika Dannbacher (auch Annerl Schwabinger genannt), die auch den Beinamen Märchentante trug, an und erhielt dort seine früheste schauspielerische Ausbildung. Daneben hatte er auch erste Schauspielauftritte am Burgtheater und wurde mitunter als jüngster Schauspieler Wiens bezeichnet. Auch danach kam er immer wieder zu Auftritten in der Radiosendung Kinder am Mikrophon. Im Stallmeisterkostüm ein Pony vorführend, trat er gegen Jahresende 1937 in einer Vorstellung des Circus Renz in Erscheinung. Weitere Auftritte in der Sendung Kinder am Mikrophon hatte er daraufhin auch noch im Jahre 1938. In der Rolle des Pepi sah man den Vierjährigen im Sommer 1938 im Stück Der Verschwender, einem Zaubermärchen von Ferdinand Raimund.
Bei einem sogenannten Kindernachmittag am Franz Schubert Konservatorium hatte der damals Vierjährige im Sommer 1938 einen Auftritt, bei dem er die Zehn kleinen Negerlein vortrug. Während der Faschingszeit 1939 sprach er beim großen Kinderball im Wiener Rathaus als Wiener Rathausmann verkleidet einen Prolog. Bei einem Interview mit der Kleinen Volks-Zeitung gab der gerade sechs Jahre alt gewordene Truxa bekannt, dass er seine Karriere im Simpl begonnen hätte, gerade eine Gesangsausbildung absolviere und mittlerweile bereits über 50 Auftritte am Burgtheater hatte. So wirkte er unter anderem als Vier- bzw. Fünfjähriger an einer Inszenierung von Ferdinand Raimunds Der Bauer als Millionär mit. Weitere Auftritte hatte Truxa am Wiener Stadttheater, wo er unter anderem im März und April 1940 vor mehr als 1000 Kindern pro Vorstellung bei der Märchenaufführung des Rotkäppchens mitwirkte. Bei diversen Auftritten agierte Rolfi Truxa auch als Ziehharmonikaspieler oder an der Seite seiner ein Jahr älteren Schwester Edith. Im Oktober 1940 wirkte das Geschwisterpaar auch an einer Erwachsenenvorstellung des Rotkäppchens mit. Unter der Regie von Friedl Czepa war Truxa im Frühjahr 1941 im musikalischen Lustspiel Das Fräulein mit dem Koffer im Stadttheater zu sehen. Czepa war zu diesem Zeitpunkt Direktorin des Stadttheaters. Das Stück war so erfolgreich, dass es oftmals wiederholt und auch in der Sendung Servus Kameraden auf Radio Wien gespielt wurde.
Unter der Regie des Schauspielers Otto Glaser, der im Stück auch eine Hauptrolle übernahm, stand er im März 1942 bei der Uraufführung des Singspiels Das Mädel von der Alm auf der Wiener Volksbühne. Dabei hatte er zu dieser Zeit nicht nur Auftritte in Wien, sondern spielte unter anderem auch vor Soldaten in Brünn. An der Seite von Helga Machala, mit der er in der Vergangenheit bereits einige Male zusammengearbeitet hatte, sah man ihn im Herbst 1942 unter anderem in Richard Billingers Melusine. Als am 14. November 1942 das Wiener Kindervarieté, als erstes Kindervarieté des Großdeutschen Reichs eröffnet wurde, war Rolfi Truxa, der bereits auf allen Wiener großen Bühnen, wie dem Burgtheater, dem Theater in der Josefstadt oder dem Volkstheater gespielt hatte, zusammen mit seiner Schwester, eines der ersten Kinder, das hier auftreten durfte. In der am 27. Jänner 1943 stattgefundenen Erstaufführung der Komödie Ich brauch dich aus der Feder von Hans Schweikart, der auch die Regie führte und bei dem Otto Niedermoser für das Szenenbild zuständig war, war Truxa ebenfalls zu sehen. Im Neuen Schauspielhaus sah man ihn ebenfalls 1943 im Stück Der Brandner-Kaspar und das Paradies, nach einem Buch von Eduard Stemplinger, einer Erzählung von Franz von Kobell und mit der Musik von Gottfried Rüdinger. In einer Inszenierung von Heinz Hilpert spielte er im Herbst 1943 im Theater in der Josefstadt in Gerhart Hauptmanns Schluck und Jau mit. Bereits seit 1942 wurde er in den Medien vermehrt als Rolf und nicht mehr als Rolfi angeführt.

### Erste Filmauftritte ab 1944 und weitere Theaterkarriere
Im Jahr 1944 hatte er seinen Auftritt in einer namhaften Filmproduktion; in Das Herz muß schweigen von Regisseur Gustav Ucicky hatte er die Rolle des Leopold Welischer, Sohn von Emma Welischer und ihrem Ehemann (gespielt von Lotte Lang und Karl Skraup), inne. Nach dem Zweiten Weltkrieg wirkte er weiter als Schauspieler und war unter anderem im Jahre 1946 bei einer Matinee im Filmpalast oder bei einem Auftritt im Wiener Bürgertheater zu sehen. Nachdem die letzten Aufführungen von Im weißen Rößl im Volkstheater in den Jahren 1926 mit Hansi Niese und 1930 mit Elisabeth Markus stattgefunden hatten, entstand im Jahr 1946 eine Neuinszenierung des Singspiels, bei dem Christl Mardayn die Hauptrolle der Rößl-Wirtin Josepha Vogelhuber übernahm und auch Rolf Truxa in einer Nebenrolle als Piccolo Gustl zu sehen war. Als Jugendlicher trat er jedoch auch weiterhin in Kinderstücken auf renommierten Wiener Bühnen in Erscheinung. Bei einer Inszenierung von Der Himmel wartet von Paul Osborn des erst aus den Vereinigten Staaten zurückgekehrten Walter Firner, der dieses auch übersetzt und bearbeitet hatte, war Truxa im Jahr 1946 ebenfalls noch in einer Nebenrolle am Volkstheater zu sehen.
Im Stück Verwirrung der Jugend (basierend auf Eugene O’Neills Ah, Wilderness! und übersetzt von Otto F. Beer) wirkte Truxa im Jahr 1947 mit. Im Schauspiel Vor der Entscheidung (basierend auf dem Werk Watch on the Rhine von Lillian Hellman, das ebenfalls von Beer übersetzt wurde) war er unter anderem neben Adrienne Gessner, die nach neun Jahren wieder aus den USA zurückgekehrt war, im Volkstheater zu sehen. Weiters hatte er im Jahr 1947 auch noch Auftritte in Drum verzeihen Sie, ha, ha, ha von Curt Goetz (ebenfalls im Volkstheater), in Iwan Turgenews Natalie (ebenfalls im Volkstheater),, in Johann Nestroys Einen Jux will er sich machen (eine Inszenierung von Martin Costa, mit dem er davor bereits zusammengearbeitet hatte, im Bürgertheater),, sowie im Film Umwege zu Dir von Hans Thimig, mit dem er und auch mit dessen ersten Ehefrau (Christl Mardayn), die auch im Film mitspielte, er bereits davor bei Theaterproduktionen gearbeitet hatte. Im Folgejahr 1948 trat Truxa wieder im Theater in der Josefstadt auf, wo man ihn unter anderem in der Rolle des Kadetten Ronnie Winslow im Stück Der Winslow-Boy von Terence Rattigan an der Seite von renommierten Schauspielern wie Grete Zimmer und Rudolf Forster sah. Zusammen mit dem Conférencier, Schauspieler und Kabarettisten Maxi Böhm stand er 1948 im Stück Die ganze Welt spricht davon (basierend auf Savez-vous planter les choux von Marcel Achard) auf der Bühne des Burgtheaters. Im Neuen Schauspielhaus sah man ihn 1949 in einer Inszenierung des Romans Der kleine Lord. Bei dem 1949 erschienenen Film Melodie von morgen, bei dem die Wiener Sängerknaben im Vordergrund stehen, war Truxa neben Lilly Stepanek, Hans Holt und Byron Sanders einer der ebenfalls mitwirkenden Darsteller.
Auch in den folgenden Jahrzehnten trat er hauptsächlich als Theaterschauspieler in Erscheinung; so sah man ihn unter anderem Mitte der 1950er Jahre in Stücken wie Kean oder Unordnung und Genie (basierend auf Kean ou Désordre et Génie von Alexandre Dumas der Ältere, hier unter anderem an der Seite von Helmut Qualtinger), Prozeß Jesu (basierend auf Processo a Gesù von Diego Fabbri), Die Tochter des Brunnenmachers (basierend auf La fille du puisatier von Marcel Pagnol), Der Erfolgreiche von Walter und Irma Firner oder Wer will unter die Soldaten…? (basierend auf einem Werk von Ira Levin) in der Josefstadt.

### Truxas Wirken ab den 1960er Jahren
In den 1960er oder 1970er Jahren – in den Jahren erhielt Truxa auch den Berufstitel Kammerschauspieler– hatte er wieder einige Filmauftritte. So sah man ihn 1967 in einer Theateraufzeichnung von Fiesko, der Salamikrämer, die am Schlosstheater Schönbrunn aufgezeichnet worden war, gefolgt vom DEFA-Film Der Streit um den Sergeanten Grischa, in dem er Graf Dubna spielte, im Jahre 1968. Im Jahr 1971 war er in der letzten Ausgabe des Fernsehkabaretts Bilanz des Jahres zu sehen. Weiters war er an der im darauffolgenden Jahr ausgestrahlten Theateraufzeichnung des Stücks Es flimmert vor den Augen (aufgezeichnet im Ronacher in einer Koproduktion des Kabarett Simpl mit dem ZDF und dem ORF) beteiligt und war wiederum ein Jahr später in der ebenfalls im Ronacher entstandenen Theateraufzeichnung von Wir haben einen Tick zu sehen. Als im Jahr 1987 basierend auf dem ein Jahr zuvor veröffentlichten Roman Ein blendender Spion von John le Carré die gleichnamige Fernsehserie veröffentlicht wurde, wirkte Truxa in dieser in einer Episode als Darsteller eines Flüchtlings mit.
Beginnend in den späten 1950er Jahren trat er auch vielfach als Hörspielsprecher in Erscheinung, wobei er seinen Karrierehöhepunkt in diesem Bereich in den 1970er Jahren hatte. Die Hörspieldatenbank auf hspdat.to nennt insgesamt 56 bzw. 57 Beiträge, an denen Truxa mitgewirkt hat; den ersten 1953 und den letzten 1990. Die Hörspieldatenbank von Ö1 weist 56 Beiträge mit Truxas Beteiligung auf. Weiters war er für den Österreichischen Rundfunk auch in anderen Bereichen tätig; so lieh er unter anderem dem Hund Toby in den vielfach für das Fernsehen aufgezeichneten Aufführungen des Theater Arlequin die Stimme.
Weiters betätigte sich Truxa auch politisch, wobei er sich vor allem mahnend mit der NS-Zeit und ihren Auswirkungen auseinandersetze. So trug der in dieser Zeit auch bei Radio Wien und dementsprechend beim ORF arbeitende Truxa ab den späten 1950er Jahren Prologe und Rezitationen bei öffentlichen Gedenkfeiern und anderen öffentlichen Feiern vor.
Am 7. April 2002 starb Truxa im Alter von 68 Jahren. Er wurde feuerbestattet und am 17. April 2002 auf dem der Feuerhalle Simmering angeschlossenen Urnenfriedhof beigesetzt (Abteilung 2, Ring 1, Gruppe 5, Nummer 23).
Nach dem Tod von Truxa übernahm Schauspielkollege Otto Tausig die literarisch-künstlerische Gestaltung der Mahnfeiern des KZ-Verbands.
Zur Wiener Schauspielerin Dagmar Truxa besteht ebenfalls ein Verwandtschaftsverhältnis.

## Filmografie (Auswahl)
- 1944: Das Herz muß schweigen
- 1944/47: Umwege zu Dir
- 1949: Melodie von morgen
- 1967: Fiesko, der Salamikrämer (Theateraufzeichnung)
- 1968: Der Streit um den Sergeanten Grischa
- 1971: Bilanz des Jahres (letzte Ausgabe)
- 1972: Es flimmert vor den Augen (Theateraufzeichnung)
- 1973: Wir haben einen Tick (Theateraufzeichnung)
- 1987: Ein blendender Spion (Fernsehserie, 1 Episode)